# Hogna taurirtensis
Hogna taurirtensis is een spinnensoort uit de familie van de wolfspinnen (Lycosidae). De wetenschappelijke naam van de soort werd in 1937 gepubliceerd door Ehrenfried Schenkel-Haas.